# Oppsjön (Odensvi socken, Småland)
Oppsjön är en sjö i Västerviks kommun i Småland och ingår i Botorpsströmmens huvudavrinningsområde. Sjön har en area på 0,316 kvadratkilometer och ligger 85,4 meter över havet. Sjön avvattnas av vattendraget Botorpsströmmen (Tynnsån).

## Delavrinningsområde
Oppsjön ingår i det delavrinningsområde (642041-151882) som SMHI kallar för Inloppet i Kyrksjön. Medelhöjden är 136 meter över havet och ytan är 40,73 kvadratkilometer. Räknas de 3 avrinningsområdena uppströms in blir den ackumulerade arean 74,98 kvadratkilometer. Avrinningsområdets utflöde Botorpsströmmen (Tynnsån) mynnar i havet. Avrinningsområdet består mestadels av skog (77 procent) och jordbruk (12 procent). Avrinningsområdet har 1,19 kvadratkilometer vattenytor vilket ger det en sjöprocent på 2,9 procent.